# Lora Row
Lora Row (Gabrovo; 1 de septiembre de 1988) es una actriz pornográfica de Bulgaria.

## Biografía
Lora Row nació en Gabrovo (Bulgaria) en 1988. Empezó trabajando como modelo en Barcelona y poco tiempo después decidió probar suerte en el porno. Conoció a Dunia Montenegro y rodó su primera escena sexual para el sitio web de la veterana actriz brasileña. Gracias a la afición de Lora por el sexo duro, su facilidad para las escenas anales y su gran belleza natural, Dunia la lanzó a la industria del porno español y ambas colaboraron juntas hasta que se separaron tras una fuerte polémica. Lora prosiguió su camino realizando un viaje por Europa antes de regresar a Bulgaria y retirarse del porno.

## Filmografía
- Made in Xspana (2008)
- Esto es Benidorm (2008)
- Diniofollando.com (2008)
- Private Auditions 8: Sex Auditions 11 (2008)
- Zorra (2008)
- Las españolas me gustan más (2010)